# CSR (企業)
CSR plc（シーエスアール ピーエルシー）は、イギリス・ケンブリッジに本拠を置く半導体設計企業である。
BluetoothチップやIEEE 802.11 (Wi-Fi) チップの開発で知られる。2015年8月13日、クアルコムの子会社であるクアルコム・グローバルトレーディングに買収された。
かつては、ケンブリッジ・シリコン・ラジオ (Cambridge Silicon Radio) と称していた。
日本法人はシーエスアール株式会社。